# The Fly God
Pour plus de détails, voir Fiche technique et Distribution.
The Fly God est un film américain réalisé par Clifford Smith, sorti en 1918.

## Synopsis
Bob Allers et sa femme sont en route vers l'Arizona lorsqu'ils sont victimes d'un bandit qui vole leur cheval et leur argent. Ils sont secourus par William "Red" Saunders, qui procure à Allers un travail dans le saloon local. Peu après, alors que le même bandit tente de cambrioler le saloon, Allers le tue en légitime défense, mais sans savoir qu'il est en réalité le frère du shérif. Accusé de meurtre par ce dernier, Allers est défendu par Red. Le jury hésite et rend sa décision en se basant sur le vol d'une mouche dans la salle de délibération. Allers est finalement acquitté et retrouve sa femme et leur bébé.

## Fiche technique
- Titre original : The Fly God
- Réalisation : Clifford Smith
- Scénario d'après une histoire de Henry Wallace Phillips
- Photographie : Stephen Rounds
- Société de production : Triangle Film Corporation
- Société de distribution : Triangle Distributing Corporation
- Pays d'origine :  États-Unis
- Langue originale : anglais
- Format : noir et blanc — 35 mm — 1,37:1 — Film muet
- Genre : Western
- Durée : 50 minutes (5 bobines)
- Dates de sortie :  États-Unis : 30 juin 1918
- Licence : Domaine public

## Distribution
- Roy Stewart : William "Red" Saunders
- Edward Peil Sr. : Robert Allers
- Claire Anderson : Mrs. Allers
- Aaron Edwards : Jimmy "Hit-the-Bottle"
- Percy Challenger : "Shorty" Stokes
- Walter Perry : "Wind River"